# O Herre Gud, du väldig är
O Herre Gud, du väldig är är en psalm för barn med tre 4-radiga verser. Ursprunget är okänt både för text och melodi.

## Publicerad i
- Svensk söndagsskolsångbok 1908 som nr 2 under rubriken "Guds härlighet"